# AirBaltic
La airBaltic è la compagnia aerea di bandiera lettone con sede a Riga.
La compagnia ha come hub principale l'aeroporto Internazionale di Riga, mentre opera diversi voli dagli aeroporti di Vilnius e Tallinn.
Nonostante sia una compagnia aerea di bandiera, airBaltic è basata su di un servizio ibrido tra low-cost e tradizionale.

## Storia
La airBaltic nacque nel settembre 1995 come joint venture tra lo stato lettone (51% della compagnia) e la Scandinavian Airlines (29% della compagnia) insieme a investitori danesi, svedesi e statunitensi. Nata originariamente come società a responsabilità limitata divenne una società per azioni nel gennaio 1999.
Nel periodo 1998-2000 la compagnia prese in carico tutte le operazioni della SAS in Lettonia e,
il 30 ottobre 2001, la Scandinavian Airlines acquistò la maggioranza delle azioni dagli azionisti minori raggiungendo il 47,2% delle quote.
Il 30 gennaio 2009, il governo lettone acquistò le azioni della Scandinavian Airlines tramite la Baltijas Aviacijas Sistemas ed aumentò la partecipazione al 99,8% nel dicembre 2011.
Il governo lettone ha deciso, nel settembre 2012, di vendere il 50% meno 1 azione, dichiarando di essere in cerca di un investitore in grado di garantire lo sviluppo della compagnia nel lungo termine.

## Destinazioni

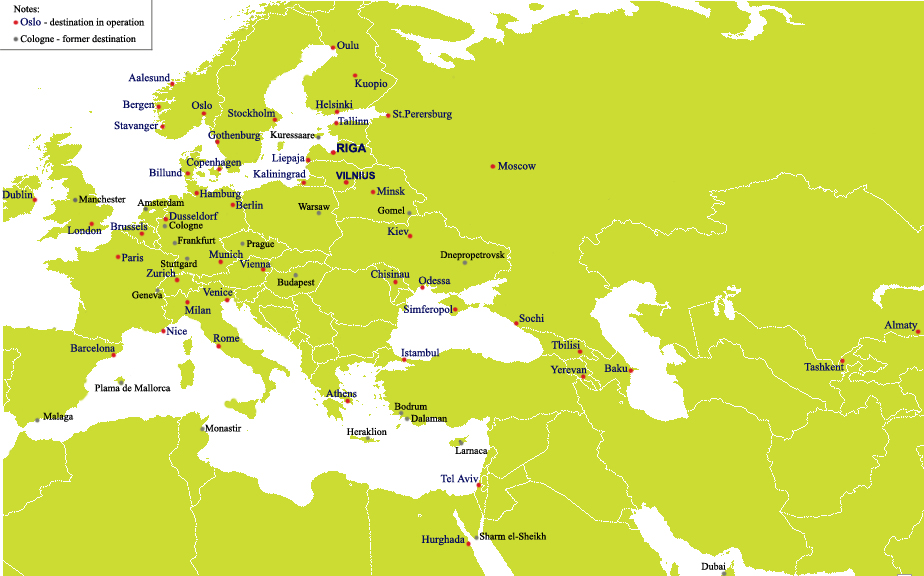
Destinazioni servite dalla compagnia

### Accordi commerciali
Al 2022 airBaltic ha accordi di code-share con le seguenti compagnie:
- Aegean Airlines
- Aeroflot
- Air France
- Air Malta
- Air Serbia
- Austrian Airlines
- Azerbaijan Airlines
- Belavia
- British Airways
- Brussels Airlines
- Czech Airlines
- Emirates
- Etihad Airways
- Georgian Airways
- Iberia
- Icelandair
- ITA Airways
- KLM
- LOT Polish Airlines
- Lufthansa
- Scandinavian Airlines
- TAP Air Portugal
- TAROM
- Ukraine International Airlines
- Uzbekistan Airways

## Flotta

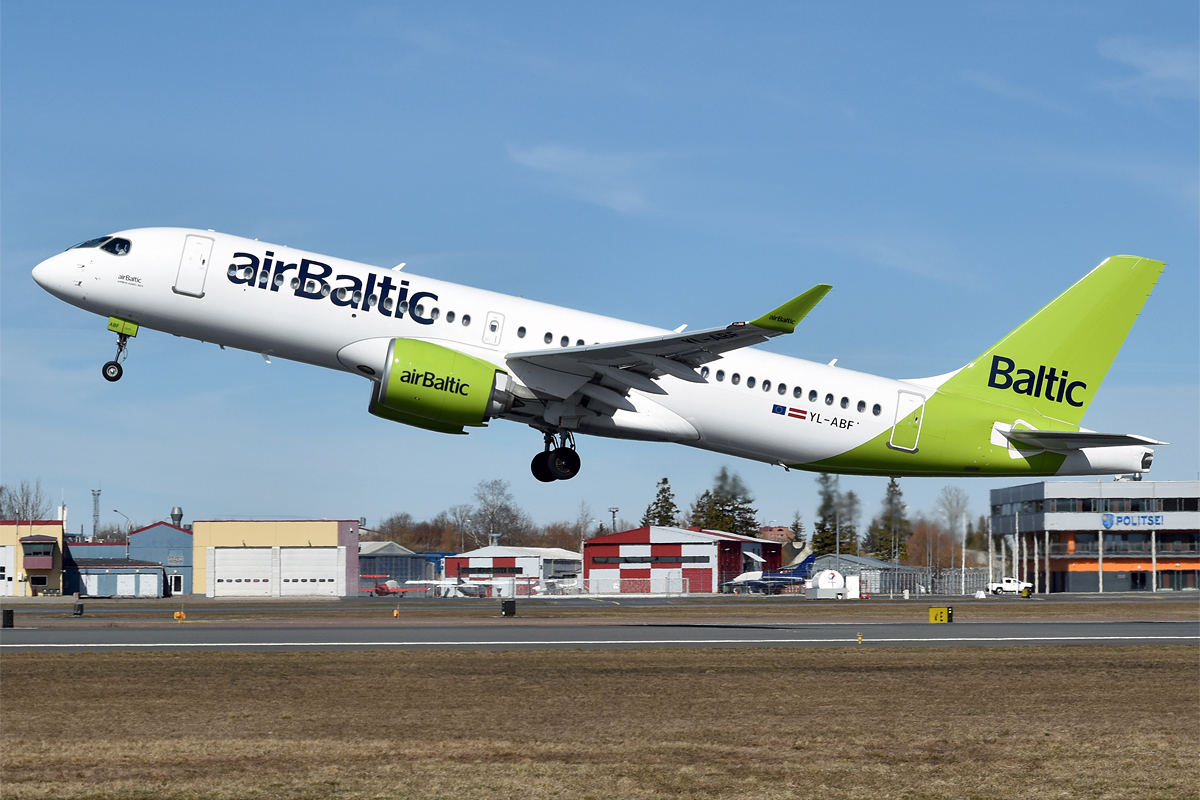
Un Airbus A220-300.

A maggio 2025 la flotta di airBaltic è composta dai seguenti aeromobili:
airBaltic si è posta l'obiettivo di raggiungere una flotta di 100 aerei entro il 2030, tutti esclusivamente Airbus A220-300.

## Flotta storica

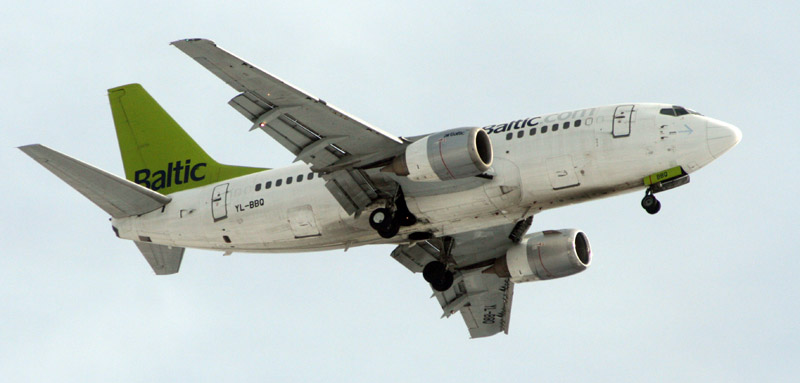
Un Boeing 737-500 nella vecchia livrea.

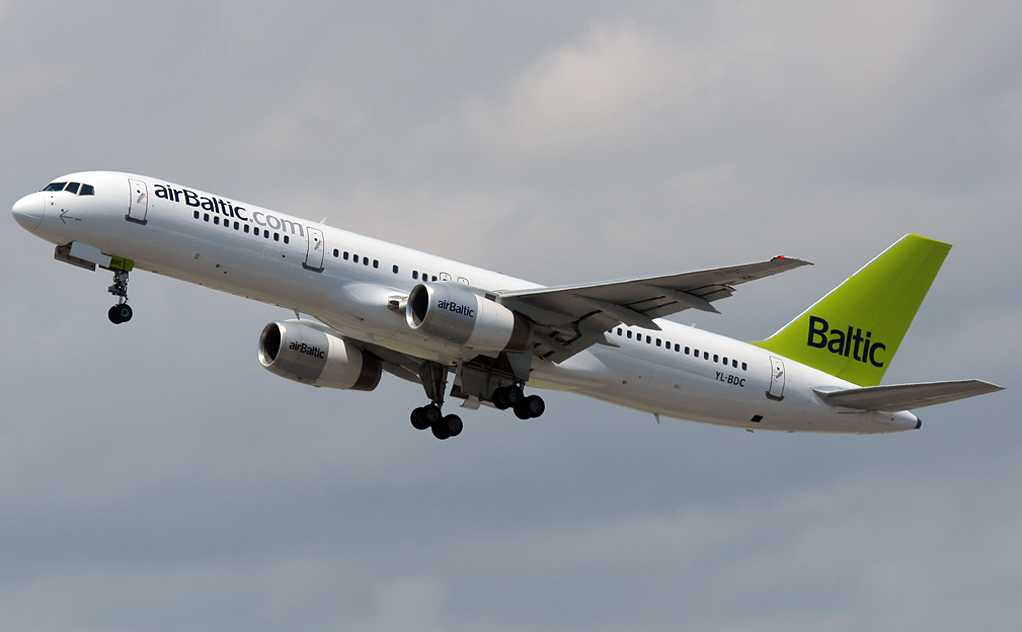
Un Boeing 757-200 nella vecchia livrea.

| Aereo                          | Introdotto | Ritirato | Note |
| ------------------------------ | ---------- | -------- | ---- |
| Avro RJ70                      | 1995       | 2005     |      |
| Boeing 737-300                 | 2006       | 2019     |      |
| Boeing 737-500                 | 2003       | 2019     |      |
| Boeing 757-200WL               | 2008       | 2014     |      |
| Bombardier Dash 8 Q400 NextGen | 2010       | 2020     |      |
| Fokker F50                     | 1998       | 2013     |      |
| Saab 340                       | 1995       | 1999     |      |